# Le Doute (film)
Pour les articles homonymes, voir Doute (homonymie).
Le Doute est un film muet français réalisé par Gaston Roudès et sorti en 1923.

## Fiche technique
- Réalisation : Gaston Roudès
- Scénario : Daniel Jourda, d'après sa pièce
- Société de production : Gallo Film
- Format : Noir et blanc - Muet - 1,33:1
- Date de sortie : 
  - France : 1923

## Distribution
- Jacques de Féraudy : Ferneuil
- Louise Colliney : Madame Aubry
- Jean Daragon : Termon
- Victor Francen : Pierre Aubry
- Rachel Devirys